# Complejo de la Estación Ferroviaria de Franco da Rocha

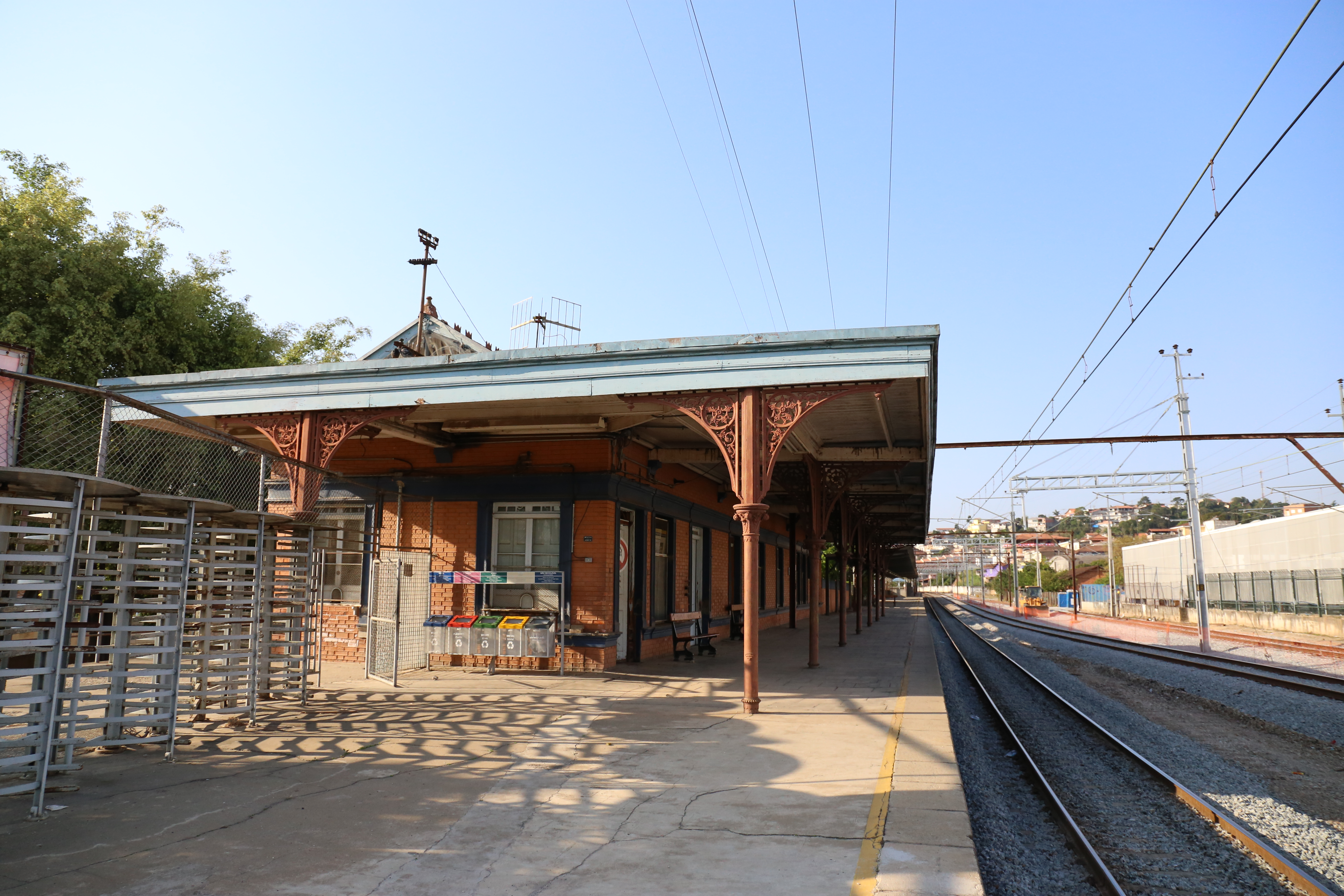
Complejo de la Estación Ferroviaria de Franco da Rocha en 2016

El Complejo de la Estación Ferroviaria de Franco da Rocha (en portugués: Conjunto da Estação Ferroviária de Franco da Rocha) es un monumento histórico de la ciudad de Franco da Rocha, en São Paulo, Brasil. Se basa en el antiguo complejo de la estación ferroviaria de Franco da Rocha, inaugurada con el nombre de Juquery el 1 de febrero de 1888 por la compañía británica The São Paulo Railway Company.
Cuando fue inaugurada, la finalidad de la estación era conectar la población de la aldea de Parnahyba a la metrópoli, y servir de paso para la producción del interior hacia el litoral paulista. En 1934, fue transferida al municipio de Juquery, y en 1944, al municipio de Franco da Rocha. En 2011, con la construcción de la nueva Estación Franco da Rocha en marcha durante la administración municipal del alcalde Marcio Cecchettini, la antigua estación fue catalogada por el Consejo de Defensa del Patrimonio Histórico del Estado de São Paulo (CONDEPHAAT), con el objetivo de preservarla y valorizarla como patrimonio cultural de São Paulo. Las tipologías arquitectónicas del monumento reflejan el enfoque adoptado por los ingleses en las primeras construcciones ferroviarias en São Paulo, con la introducción de nuevas técnicas como la mampostería de ladrillo y el hierro fundido.